# Xã Utica, Quận Winona, Minnesota
Xã Utica (tiếng Anh: Utica Township) là một xã thuộc quận Winona, tiểu bang Minnesota, Hoa Kỳ. Năm 2010, dân số của xã này là 639 người.